# Orthodoxie in der Ukraine
Orthodoxe Kirchen in der Ukraine sind heute die Orthodoxe Kirche der Ukraine und regional die Russisch-Orthodoxe Kirche. Bis Oktober 2018 bestanden eine bis dahin nicht als kanonisch anerkannte Ukrainisch-Orthodoxe Kirche – Kiewer Patriarchat, eine als kanonisch anerkannte Ukrainisch-Orthodoxe Kirche Moskauer Patriarchats und eine bis dahin nicht als kanonisch anerkannte Ukrainische Autokephale Orthodoxe Kirche. Seit Oktober 2018 unterstehen die orthodoxen Kirchen der Ukraine dem Ökumenischen Patriarchat von Konstantinopel in Istanbul mit dem Ziel einer Vereinigung der drei Kirchen.

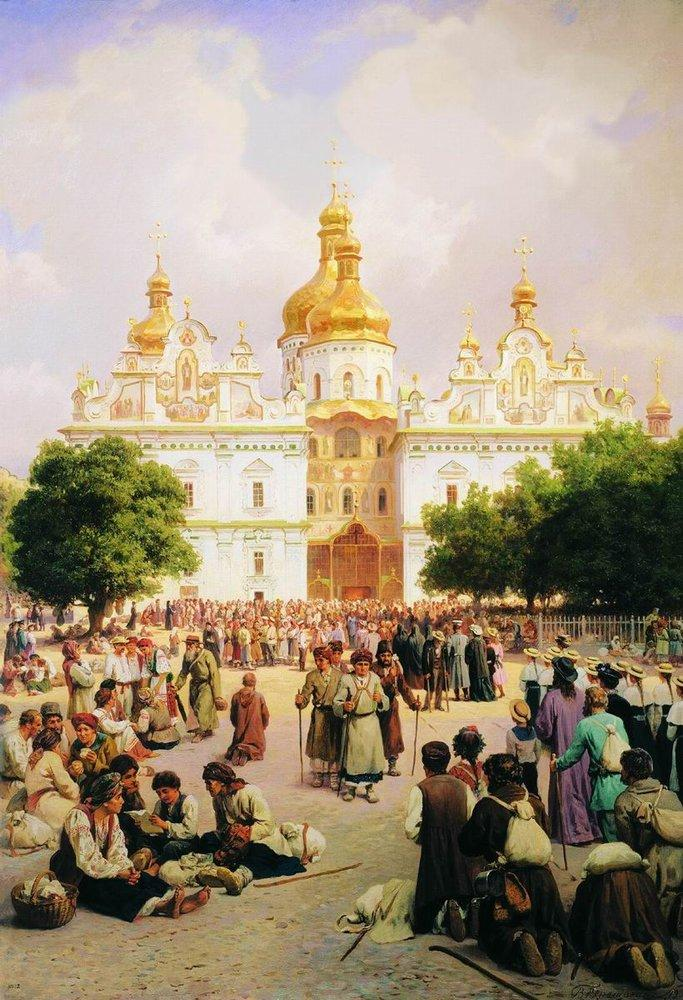
Kiewer Höhlenkloster, Gemälde von Wassili Wereschtschagin, 1905

2016 zählten sich zur Ukrainisch-Orthodoxen Kirche – Kiewer Patriarchat 45,7 % der Bevölkerung mit einer Konfessionszugehörigkeit, zur Ukrainisch-Orthodoxen Kirche Moskauer Patriarchats 13,3 % und zur Ukrainischen Autokephalen Orthodoxen Kirche 0,8 %.

## Geschichte

### Kiewer Rus
988 wurde eine orthodoxe Kirche in der Kiewer Rus durch Großfürst Wladimir den Großen gegründet. Diese unterstand dem Patriarchat von Konstantinopel, der Metropolitansitz war Kiew.
992 wurde der erste Bischof für Wladimir in Wolhynien erwähnt. Es entstanden Kirchen und Klöster, das bedeutendste ist das Kiewer Höhlenkloster.
Neue Eparchien wurden in Halitsch, Cholm, Luzk und Peremyschl gebildet.
Seit 1303 gab es einen Metropoliten von Galizien, dem die Eparchien in Galizien und Wolhynien zugeordnet waren.
1305 verlegte der Metropolit von Kiew seinen Sitz nach Wladimir an der Kljasma, 1325 nach Moskau.

### Polen-Litauen

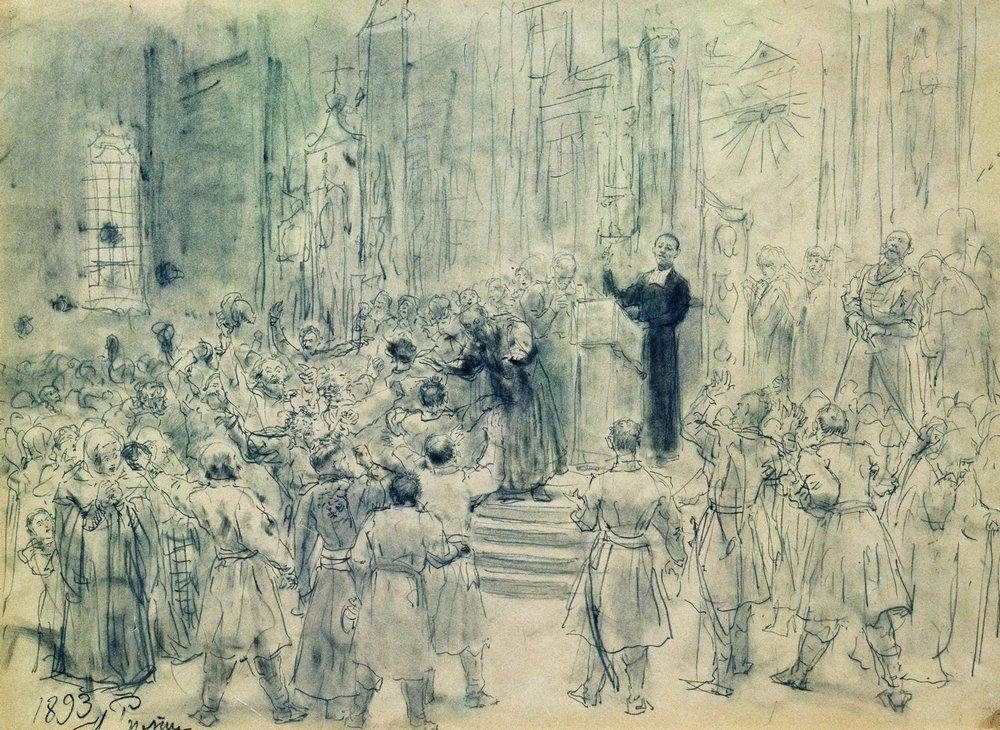
Jesuit wirbt bei der Bevölkerung von Witebsk für die Union, Zeichnung von Ilja Repin, 1893

1340 kamen die Gebiete der heutigen Ukraine zu Polen. Sie unterstanden wechselweise einem Metropoliten von Litauen oder von Galizien.
Seit 1391 unterstanden alle Eparchien den Metropoliten von Moskau.
1439 wurde wieder eine eigene Metropolie Kiew geschaffen. Die orthodoxe Kirche stand unter einem ständigen Druck von Seiten der römisch-katholischen Kirche in Polen. Im 16. Jahrhundert agitierten Jesuiten wie Peter Skarga sehr aktiv unter der orthodoxen Bevölkerung, auch reformatorische Einflüsse wurden spürbar (calvinistische Kirche). Der moralische Zustand des orthodoxen Klerus war nachlässig. Es gab Konkubinate und Ämter wurden an eigene Nachkommen und Bekannte vergeben (Simonie).
Seit 1590 strebten die ruthenischen Bischöfe eine Union mit der römisch-katholischen Kirche an. 1596 schlossen sie die Union von Brest. Es wurde die unierte griechisch-katholische Kirche gebildet, die organisatorisch und kirchenrechtlich der katholischen Kirche unterstand, aber den byzantinisch-orthodoxen Ritus in Liturgie und geistlichem Leben beibehielt.
Die Bischöfe von Lwów und Przemyśl verweigerten ihre Zustimmung, ebenso die meisten Klöster und die orthodoxen Bruderschaften. Nach anfänglichem Widerstand wurden die meisten Klöster und Kirchen in den folgenden Jahrzehnten der unierten Kirche unterstellt.
1620 wurde wieder ein orthodoxer Metropolit von Kiew bestellt, allerdings unter dem Schutz der Kosaken. 1633 ernannte dann der polnische König erstmals wieder einen orthodoxen Metropoliten von Kiew.

### Russisches Reich
Seit 1647 stand Kiew unter der militärischen Kontrolle der Kosaken, seit 1667 gehörte es zum Russischen Reich. Die dortigen orthodoxen Kirchen unterstellten sich dem Patriarchen von Moskau.
1772 kamen Wolhynien und weitere Gebiete der heutigen Ukraine zu Russland. Es entstanden dort wieder orthodoxe Kirchen Gemeinden und Eparchien.

### 1919 bis 1937
Nach der Ausrufung des ersten unabhängigen ukrainischen Staates am 25. Januar 1918, der Ukrainischen Volksrepublik, versuchten ukrainische Geistliche, die staatliche Unabhängigkeit mit der Gründung einer autokephalen orthodoxen Kirche zu untermauern. Ein Beschluss der Russisch-Orthodoxen Kirche vom September 1918 billigte die Anerkennung einer autonomen ukrainischen Kirche. Aufgrund der chaotischen Verhältnisse verliefen die ersten Bemühungen erfolglos. Die im Bürgerkrieg siegreichen Bolschewiki wollten jedoch die Russisch-Orthodoxe Kirche schwächen und standen dem Gedanken einer ukrainischen Nationalkirche zunächst wohlwollend gegenüber. Die erste autokephale ukrainische Kirche wurde im Mai 1920 in Kiew gegründet und wählte im Oktober 1921 Wassyl Lypkiwskyj zu ihrem ersten Metropoliten. Da ihm die erforderliche Anerkennung durch einen Patriarchen fehlte, wurde er von Priestern und Laien durch „Handauflegen“ geweiht, was mit dem orthodoxen Kirchenrecht nicht vereinbar war. Die erste UAOK wurde deshalb von den anderen orthodoxen Kirchen nicht anerkannt. Trotzdem konnte sie Mitte der 1920er Jahre in der Ukraine nach eigenen Angaben 3–6 Millionen Gläubige sammeln, die in 1000 Pfarreien mit 1500 Priestern und 30 Bischöfen organisiert waren. Nachdem der stellvertretende Patriarchatsverweser Sergej (ab 1943 Patriarch der Russisch Orthodoxen Kirche)  1927  eine Deklaration gegenüber dem Sowjetstaat abgegeben hatte, in dem die Russisch-Orthodoxe Kirche die Trennung von Kirche und Staat akzeptierte, verloren die Bolschewiki ihr Interesse an der ukrainischen Autokephalie. Bischof Lypkiwskyj wurde noch im selben Jahr zum Rücktritt gezwungen und verbannt, die Kirche verlor ihre Autokephalie im Jahr 1930. In den folgenden Jahren wurden über 1000 ihrer Geistlichen verbannt. 1937 hörte sie zu bestehen auf.

### 1941 bis 1944
1941 entstand die Ukrainische Autokephale Orthodoxe Kirche im deutsch besetzten polnischen Generalgouvernement wieder neu. Ausgangspunkt war diesmal die Polnisch-Orthodoxe Kirche, der 1924 der Autokephaliestatus vom Patriarchen von Konstantinopel verliehen worden war. Ihr Metropolit Dionizy weihte 1940 den Linguisten und Rektor der ersten ukrainischen Universität Kamjanez-Podilskyj, Iwan Ohijenko (Ilarion), zum Bischof von Cholm und Podlachien und 1944 zum Metropoliten. Damit bestand eine kirchenrechtlich einwandfreie Autokephale Orthodoxe Kirche im Generalgouvernement (AOKGG). Aus ihr wurde eine neue Ukrainische Autokephale Orthodoxe Kirche geformt. Die Wahl Illarions zum Metropoliten von Kiew am 25. November 1941 erkannten die Deutschen jedoch nicht an.
Im Mariä-Entschlafens-Kloster in Potschajiw entstand zur gleichen Zeit die Ukrainische Autonome Orthodoxe Kirche. Ihr Einflussbereich erstreckte sich von Wolhynien bis zum Dnjepr. Zum Metropoliten wurde Erzbischof Alexy (Hromadsky) von Luzk bestimmt. Die Kirche bemühte sich, als autokephale Kirche in der Ukraine anerkannt zu werden, scheiterte jedoch damit, da zur gleichen Zeit die Ukrainische Autokephale Orthodoxe Kirche im polnischen Teil der Ukraine wieder gegründet worden war. Sie unterstellte sich daher der Russisch-Orthodoxen Kirche als autonome Kirche.
Am 8. Oktober 1942 wurde die Vereinigung der beiden ukrainischen Kirchen unterschrieben. Metropolit Alexy zog die Unterschrift jedoch später nach dem Druck einiger Bischöfe aus der eigenen Kirche wieder zurück. 1943 wurde er ermordet.
Beide Kirchen wurden 1944 nach der Eroberung der Gebiete durch die Rote Armee aufgelöst.

### 1944 bis 1990
Die Ukrainische Autokephale Orthodoxe Kirche in der Diaspora setzte ihre Existenz in den USA und in Westeuropa fort. In der Ukrainischen SSR gehörten alle orthodoxen Eparchien zur Russisch-Orthodoxen Kirche.

## Seit 1990

Religionen in der Ukraine (2006)
Ukrainisch-Orthodoxe Kirche Moskauer Patriarchats
Ukrainisch-orthodoxe Kirche – Kiewer Patriarchat
Ukrainische Autokephale Orthodoxe Kirche
Ukrainische Griechisch-Katholische Kirche

Seit 1990 gab es im Exarchat Ukraine der Russisch-Orthodoxen Kirche Bestrebungen nach mehr Selbstständigkeit. 1990 wurden auch die Ukrainische Autokephale Orthodoxe Kirche und die Ukrainische griechisch-katholische Kirche wieder offiziell zugelassen. Es wurden Kirchengebäude und weitere Immobilien zwischen diesen drei Kirchen neu verteilt.
1992 verließ Metropolit Philaret von Kiew die Russisch-Orthodoxe Kirche. Es entstanden daraufhin die Ukrainisch-Orthodoxe Kirche (Moskauer Patriarchat) und die Ukrainisch-Orthodoxe Kirche (Kiewer Patriarchat). Letztere wird von den meisten orthodoxen Kirchen nicht anerkannt. Auch zwischen diesen beiden Kirchen kam es zu Streit um Immobilien und den Status der Nationalkirche.
In den politischen Konflikten in der Ukraine seit 2014 ergriffen alle Kirchen Partei für die ukrainischen Positionen, mit Ausnahme der Ukrainisch-Orthodoxen Kirche (Moskauer Patriarchat), die die russische Position verteidigte. 2016 zählten sich zur Ukrainisch-Orthodoxen Kirche (Kiewer Patriarchat) 45,7 % der Bevölkerung mit einer Konfessionszugehörigkeit, zur Ukrainisch-Orthodoxen Kirche (Moskauer Patriarchat) 13,7 % und zur Ukrainischen Autokephalen Orthodoxen Kirche 1,3 %.
Im Oktober 2018 wurden die drei bisher konkurrierenden ukrainisch-orthodoxen Kirchen gemeinsam und gegen den Widerstand der russischen Kirche als kanonisch anerkannt und dem ökumenischen Patriarchat in Konstantinopel unterstellt. Eine Synode mit Vertretern aller drei Kirchen wurde am 15. Dezember 2018 eröffnet, wobei nur wenige Vertreter der Ukrainisch-Orthodoxen Kirche Moskauer Patriarchats teilnahmen. Der russische Präsident Putin unterstellte dem ökumenischen Patriarchat finanzielle Motive und warnte wie die russische Staatspresse und die Russisch-Orthodoxe Kirche, diese Veränderungen könnten blutig enden.
In der Folge der Synode entstand die Orthodoxe Kirche der Ukraine durch Fusion der beiden nicht als kanonisch anerkannten nationalen Kirchen, der Ukrainisch-orthodoxen Kirche Kiewer Patriarchats und der Ukrainischen Autokephalen Orthodoxen Kirche.
Nach ihrer Gründung unterstand die Orthodoxe Kirche der Ukraine zunächst dem Ökumenischen Patriarchat von Konstantinopel, bis der Ökumenische Patriarch sie Anfang 2019 für eigenständig erklärte. Die Abholung des dazu benötigten kirchlichen Erlasses (Tomos) in Istanbul erfolgte am 6. Januar 2019.
Bislang haben das Griechisch-Orthodoxe Patriarchat von Alexandria, die Kirche von Griechenland und die Kirche von Zypern diesen Schritt Konstantinopels anerkannt. Die neue Kirche ist besonders stark in der westlichen Ukraine vertreten. Zu ihrem ersten Oberhaupt wurde bereits im Dezember 2018 Metropolit Epiphanius gewählt. Sein Sitz ist das St. Michaelskloster in Kiew.
Neben ihr existiert weiterhin die Ukrainisch-Orthodoxe Kirche Moskauer Patriarchats unter Metropolit Onufrij, die bis zum 27. Mai 2022 eine autonome Kirche innerhalb der Russisch-Orthodoxen Kirche bildete, bis sie sich von dieser lossagte.

## Orthodoxe Kirchen
Orthodoxe Kirchen in der Ukraine
- Orthodoxe Kirche der Ukraine
- Ukrainisch-Orthodoxe Kirche Moskauer Patriarchats

Ukrainische Orthodoxe Kirchen im Ausland innerhalb des Ökumenischen Patriarchats von Konstantinopel
- Ukrainische Orthodoxe Kirche in Amerika
- Ukrainische Orthodoxe Kirche in Kanada
- Ukrainische Orthodoxe Kirche in der Diaspora

Gemeinden in Deutschland
- Ukrainische orthodoxe Gemeinde St. Nikolaus  in Düsseldorf, Ukrainische Orthodoxe Kirche in der Diaspora[12]
- Ukrainische orthodoxe Gemeinde in Ingolstadt
- Ukrainische orthodoxe Gemeinde in Köln, Kiewer Patriarchat[13]
- Ukrainische orthodoxe Gemeinde Mariä Schutz in Krefeld, Ukrainische Autokephale Orthodoxe Kirche, Exarchat Westeuropa[14]
- Ukrainische orthodoxe Gemeinde in München, Ukrainische Orthodoxe Kirche in der Diaspora
- Ukrainische orthodoxe Gemeinde in Neu-Ulm